# Tahitis fotbollsförbund
Tahitis fotbollsförbund, officiellt Tahitian Football Federation, är ett specialidrottsförbund som organiserar fotbollen i Franska Polynesien.
Förbundet grundades 1989 och gick med i OFC 1990. De anslöt sig till Fifa år 1990. Tahitis fotbollsförbund har sitt huvudkontor i staden Pirae.